# 장영혜중공업
장영혜중공업(YOUNG-HAE CHANG HEAVY INDUSTRIES)은 1999년에 장영혜와 마크 보주(Marc Voge)가 결성한 서울 기반의 넷 아티스트 그룹이다. 기계, 선박, 건축 등과 관련된 대규모 산업을 일컫는 중공업이 장영혜중공업에서는 인터넷 시대의 새로운 미술 작업으로 변용되어 사용되고 있으며, 내용은 성욕이나 음식 등 원초적인 욕망, 대기업이나 자본주의 사회에 대한 직설적인 비판으로 되어 있다.

## 멤버
- 장영혜
- 마크 보주

## 참고 문헌
- 《문화예술 100과 사전》, 숨비소리, 2007년 ISBN 9788990431462
- 《새로운 문화 새로운 상상력》, 이화여자대학교 출판부, 2006년 ISBN 8973007181

## 같이 보기
- 넷 아트
- 박상희, 『장영혜중공업 작품의 감각성 표현과 언어에 대한 비판적 연구』, 인하대학교, 2009년